# Aeroporto Internacional de Phnom Penh
O Aeroporto Internacional de Phnom Penh (IATA: PNH, ICAO: VDPP) é um aeroporto que serve a cidade de Phnom Penh, no Camboja. É um dos três aeroportos internacionais no país e o segundo aeroporto mais movimentado, em termos de tráfego de passageiros, com um registro de 2..077.282 passageiros em 2012. No quesito movimentação de cargas, é o aeroporto que mais registra movimentos deste tipo no país, com 29070 cargas movimentadas em 2012.
O aeroporto está em uma elevação de 12 metros acima do nível médio do mar. Tem uma pista designada 05/23 com um concreto de superfície medindo 3000 por 98 metros. O aeroporto é publicado e operado pelo Cambodia Airport Management Services.

## Destinos e companhias aéreas

### Internacionais
| Companhias              | Destinos                                                                            |
| ----------------------- | ----------------------------------------------------------------------------------- |
| AirAsia                 | Kuala Lumpur (Malásia)                                                              |
| Asiana_Airlines         | Seul - Aeroporto de Incheon (Coreia do Sul)                                         |
| Bangkok Airways         | Bangkok - Suvarnabhumi (Tailândia)                                                  |
| Cambodia Angkor Air     | Cidade de Ho Chi Minh, Hanói - Noi Bai (Vietnã), Bangkok - Suvarnabhumi (Tailândia) |
| China Airlines          | Taipé, Taoyuan (Taiwan)                                                             |
| China Eastern Airlines  | Kunming Changshui, Ningbo, Xangai (China)                                           |
| China Southern Airlines | Beijing, Guangzhou - Baiyun (China)                                                 |
| Dragonair               | Hong Kong (China)                                                                   |
| EVA Air                 | Taipé, Taoyuan (Taiwan)                                                             |